# Jerzy Greszkiewicz
Jerzy Greszkiewicz (* 16. Januar 1950 in Danzig) ist ein ehemaliger polnischer Sportschütze.

## Erfolge
Jerzy Greszkiewicz nahm dreimal an Olympischen Spielen auf die Laufende Scheibe über 50 m teil. Bei den Olympischen Spielen 1976 in Montreal belegte er mit 571 Punkten am Ende den dritten Platz hinter Aljaksandr Hasau und Aljaksandr Kedsjarau und gewann damit die Silbermedaille. 1980 wurde er in Moskau Zehnter, die Spiele 1988 in Seoul beendete er auf dem zwölften Rang. 1982 wurde er in Caracas im Einzelwettbewerb des Laufenden Keilers Vizeweltmeister, während er im gemischten Lauf den dritten Platz erreichte. Im Jahr darauf gewann er in Edmonton im gemischten Lauf eine weitere Bronzemedaille in der Einzelkonkurrenz und wurde im Mannschaftswettkampf Vizeweltmeister.